# 马歇尔音箱公司
Marshall Amplification是一家英国音樂器材公司，主要負責设计和制造音乐放大器、音箱、耳机等產品。該公司由Jim Marshall於1962年創辦，总部位於白金汉郡米尔顿凯恩斯布莱奇利。
2025年夏季，Marshall推出了一款便携式音箱 Kilburn III，该音箱在不断电的情况下可连续播放音乐达两天